# Leckwellenleiter
Leckwellenleiter sind Wellenleiter für elektromagnetische Wellen, bei denen es erwünscht ist, dass die Energie nicht nur an den Enden, sondern zu einem bestimmten Anteil auch auf der ganzen Länge des Leckwellenleiters eintreten und austreten kann. Leckwellenleiter für verschiedene Bereiche des elektromagnetischen Spektrums sind in der Elektrotechnik (Hochfrequenztechnik) und Optik bekannt. 
- Elektrische Leckwellenleiter
 Schlitzkabel
 Schlitzantenne
- Optische Leckwellenleiter
 Spezielle Lichtwellenleiter, zum Beispiel für die Leckwellenspektroskopie,[1] in der optischen Messtechnik und zur Lichtverteilung.

Die Firma Siemens verwendet den Begriff Leckwellenleiter für ihre WLAN-Schlitzkabel RCoax.
In der Eisenbahnsicherungstechnik werden im System ETCS bei Euroloops eingesetzt.